# 喬爾諾霍里夫卡
48°22′57″N 38°41′4″E / 48.38250°N 38.68444°E
喬爾諾霍里夫卡（烏克蘭語：Чорногорівка）是位於烏克蘭東部的村莊，由盧甘斯克州阿爾切夫斯克區的阿爾切夫斯克市鎮負責管轄。該村始建於1956年，面積0.001平方公里，海拔高度145米，2001年人口31，人口密度每平方公里31,000人。